# Balclutha chiasma
Balclutha chiasma är en insektsart som beskrevs av Blocker 1967. Balclutha chiasma ingår i släktet Balclutha och familjen dvärgstritar. Inga underarter finns listade i Catalogue of Life.